# Bonnemaia
Bonnemaia is een geslacht van uitgestorven kreeftachtigen uit de klasse van de Ostracoda (mosselkreeftjes).

## Soorten
- Bonnemaia celsa Ulrich & Bassler, 1923 †
- Bonnemaia crassa Ulrich & Bassler, 1923 †
- Bonnemaia fissa Ulrich & Bassler, 1923 †
- Bonnemaia longa Ulrich & Bassler, 1923 †
- Bonnemaia notha Ulrich & Bassler, 1923 †
- Bonnemaia obliqua Ulrich & Bassler, 1923 †
- Bonnemaia oblonga Ulrich & Bassler, 1923 †
- Bonnemaia perlonga Ulrich & Bassler, 1923 †
- Bonnemaia pulchella Ulrich & Bassler, 1923 †
- Bonnemaia rudis Ulrich & Bassler, 1923 †
- Bonnemaia transita Ulrich & Bassler, 1923 †